# Comuni della Repubblica Ceca (O)
Questa pagina contiene l'elenco dei comuni cechi il cui nome inizia con la lettera O.
Per ciascun comune sono indicati il distretto e la regione d'appartenenza. I comuni che hanno lo status di città (město) sono indicati in grassetto, quelli che hanno lo status di comune mercato (městys) in corsivo.
| Comune                            | Distretto           | Regione             |
| --------------------------------- | ------------------- | ------------------- |
| Občov                             | Příbram             | Boemia centrale     |
| Obecnice                          | Příbram             | Boemia centrale     |
| Obědkovice                        | Prostějov           | Olomouc             |
| Obědovice                         | Hradec Králové      | Hradec Králové      |
| Obora (Plzeň-sever)               | Plzeň-sever         | Plzeň               |
| Obora (Moravia meridionale)       | Blansko             | Moravia meridionale |
| Obora (Ústí nad Labem)            | Louny               | Ústí nad Labem      |
| Obora (Tachov)                    | Tachov              | Plzeň               |
| Oborná                            | Bruntál             | Moravia-Slesia      |
| Obory                             | Příbram             | Boemia centrale     |
| Obořiště                          | Příbram             | Boemia centrale     |
| Obrataň                           | Pelhřimov           | Vysočina            |
| Obrnice                           | Most                | Ústí nad Labem      |
| Obrubce                           | Mladá Boleslav      | Boemia centrale     |
| Obruby                            | Mladá Boleslav      | Boemia centrale     |
| Obříství                          | Mělník              | Boemia centrale     |
| Obyčtov                           | Žďár nad Sázavou    | Vysočina            |
| Obytce                            | Klatovy             | Plzeň               |
| Ocmanice                          | Třebíč              | Vysočina            |
| Očelice                           | Rychnov nad Kněžnou | Hradec Králové      |
| Očihov                            | Louny               | Ústí nad Labem      |
| Odolena Voda                      | Praha-východ        | Boemia centrale     |
| Odrava                            | Cheb                | Karlovy Vary        |
| Odrovice                          | Brno-venkov         | Moravia meridionale |
| Odry                              | Nový Jičín          | Moravia-Slesia      |
| Odřepsy                           | Nymburk             | Boemia centrale     |
| Odunec                            | Třebíč              | Vysočina            |
| Ohaře                             | Kolín               | Boemia centrale     |
| Ohařice                           | Jičín               | Hradec Králové      |
| Ohaveč                            | Jičín               | Hradec Králové      |
| Ohníč                             | Teplice             | Ústí nad Labem      |
| Ohnišov                           | Rychnov nad Kněžnou | Hradec Králové      |
| Ohnišťany                         | Hradec Králové      | Hradec Králové      |
| Ohrazenice (Boemia centrale)      | Příbram             | Boemia centrale     |
| Ohrazenice (Liberec)              | Semily              | Liberec             |
| Ohrobec                           | Praha-západ         | Boemia centrale     |
| Ohrozim                           | Prostějov           | Olomouc             |
| Ochoz                             | Prostějov           | Olomouc             |
| Ochoz u Brna                      | Brno-venkov         | Moravia meridionale |
| Ochoz u Tišnova                   | Brno-venkov         | Moravia meridionale |
| Okarec                            | Třebíč              | Vysočina            |
| Okna                              | Česká Lípa          | Liberec             |
| Okoř                              | Praha-západ         | Boemia centrale     |
| Okounov                           | Chomutov            | Ústí nad Labem      |
| Okrouhlá (Boemia meridionale)     | Písek               | Boemia meridionale  |
| Okrouhlá (Karlovy Vary)           | Cheb                | Karlovy Vary        |
| Okrouhlá (Liberec)                | Česká Lípa          | Liberec             |
| Okrouhlá (Moravia meridionale)    | Blansko             | Moravia meridionale |
| Okrouhlá Radouň                   | Jindřichův Hradec   | Boemia meridionale  |
| Okrouhlice                        | Havlíčkův Brod      | Vysočina            |
| Okrouhlička                       | Havlíčkův Brod      | Vysočina            |
| Okrouhlo                          | Praha-západ         | Boemia centrale     |
| Okřesaneč                         | Kutná Hora          | Boemia centrale     |
| Okřešice                          | Třebíč              | Vysočina            |
| Okřínek                           | Nymburk             | Boemia centrale     |
| Okříšky                           | Třebíč              | Vysočina            |
| Olbramice (Olomouc)               | Olomouc             | Olomouc             |
| Olbramice (Moravia-Slesia)        | Ostrava             | Moravia-Slesia      |
| Olbramkostel                      | Znojmo              | Moravia meridionale |
| Olbramov                          | Tachov              | Plzeň               |
| Olbramovice (Boemia centrale)     | Benešov             | Boemia centrale     |
| Olbramovice (Moravia meridionale) | Znojmo              | Moravia meridionale |
| Oldřichov (Boemia meridionale)    | Tábor               | Boemia meridionale  |
| Oldřichov (Olomouc)               | Přerov              | Olomouc             |
| Oldřichov v Hájích                | Liberec             | Liberec             |
| Oldřichovice                      | Zlín                | Zlín                |
| Oldřiš                            | Svitavy             | Pardubice           |
| Oldřišov                          | Opava               | Moravia-Slesia      |
| Oleksovice                        | Znojmo              | Moravia meridionale |
| Olešenka                          | Havlíčkův Brod      | Vysočina            |
| Oleška                            | Praha-východ        | Boemia centrale     |
| Oleško                            | Litoměřice          | Ústí nad Labem      |
| Olešná (Beroun)                   | Beroun              | Boemia centrale     |
| Olešná (Havlíčkův Brod)           | Havlíčkův Brod      | Vysočina            |
| Olešná (Pelhřimov)                | Pelhřimov           | Vysočina            |
| Olešná (Boemia meridionale)       | Písek               | Boemia meridionale  |
| Olešná (Rakovník)                 | Rakovník            | Boemia centrale     |
| Olešnice (Moravia meridionale)    | Blansko             | Moravia meridionale |
| Olešnice (Hradec Králové)         | Hradec Králové      | Hradec Králové      |
| Olešnice (Rychnov nad Kněžnou)    | Rychnov nad Kněžnou | Hradec Králové      |
| Olešnice (Liberec)                | Semily              | Liberec             |
| Olešnice (Boemia meridionale)     | České Budějovice    | Boemia meridionale  |
| Olešnice v Orlických horách       | Rychnov nad Kněžnou | Hradec Králové      |
| Olešník                           | České Budějovice    | Boemia meridionale  |
| Olomouc                           | Olomouc             | Olomouc             |
| Olomučany                         | Blansko             | Moravia meridionale |
| Oloví                             | Sokolov             | Karlovy Vary        |
| Olovnice                          | Mělník              | Boemia centrale     |
| Olšany (Vysočina)                 | Jihlava             | Vysočina            |
| Olšany (Plzeň)                    | Klatovy             | Plzeň               |
| Olšany (Moravia meridionale)      | Vyškov              | Moravia meridionale |
| Olšany (Olomouc)                  | Šumperk             | Olomouc             |
| Olšany u Prostějova               | Prostějov           | Olomouc             |
| Olší (Moravia meridionale)        | Brno-venkov         | Moravia meridionale |
| Olší (Vysočina)                   | Jihlava             | Vysočina            |
| Olšovec                           | Přerov              | Olomouc             |
| Olšovice                          | Prachatice          | Boemia meridionale  |
| Omice                             | Brno-venkov         | Moravia meridionale |
| Omlenice                          | Český Krumlov       | Boemia meridionale  |
| Ondratice                         | Prostějov           | Olomouc             |
| Ondřejov (Vysočina)               | Pelhřimov           | Vysočina            |
| Ondřejov (Boemia centrale)        | Praha-východ        | Boemia centrale     |
| Onomyšl                           | Kutná Hora          | Boemia centrale     |
| Onšov (Vysočina)                  | Pelhřimov           | Vysočina            |
| Onšov (Moravia meridionale)       | Znojmo              | Moravia meridionale |
| Opařany                           | Tábor               | Boemia meridionale  |
| Opatov (Jihlava)                  | Jihlava             | Vysočina            |
| Opatov (Pardubice)                | Svitavy             | Pardubice           |
| Opatov (Třebíč)                   | Třebíč              | Vysočina            |
| Opatovec                          | Svitavy             | Pardubice           |
| Opatovice (Moravia meridionale)   | Brno-venkov         | Moravia meridionale |
| Opatovice (Olomouc)               | Přerov              | Olomouc             |
| Opatovice I                       | Kutná Hora          | Boemia centrale     |
| Opatovice nad Labem               | Pardubice           | Pardubice           |
| Opava                             | Opava               | Moravia-Slesia      |
| Oplany                            | Praha-východ        | Boemia centrale     |
| Oplocany                          | Přerov              | Olomouc             |
| Oplot                             | Plzeň-jih           | Plzeň               |
| Opočnice                          | Nymburk             | Boemia centrale     |
| Opočno (Ústí nad Labem)           | Louny               | Ústí nad Labem      |
| Opočno (Hradec Králové)           | Rychnov nad Kněžnou | Hradec Králové      |
| Opolany                           | Nymburk             | Boemia centrale     |
| Oponešice                         | Třebíč              | Vysočina            |
| Oprostovice                       | Přerov              | Olomouc             |
| Oráčov                            | Rakovník            | Boemia centrale     |
| Orel (Repubblica Ceca)            | Chrudim             | Pardubice           |
| Orlické Podhůří                   | Ústí nad Orlicí     | Pardubice           |
| Orlické Záhoří                    | Rychnov nad Kněžnou | Hradec Králové      |
| Orličky                           | Ústí nad Orlicí     | Pardubice           |
| Orlík nad Vltavou                 | Písek               | Boemia meridionale  |
| Orlová                            | Karviná             | Moravia-Slesia      |
| Orlovice                          | Vyškov              | Moravia meridionale |
| Ořech                             | Praha-západ         | Boemia centrale     |
| Ořechov (Moravia meridionale)     | Brno-venkov         | Moravia meridionale |
| Ořechov (Jihlava)                 | Jihlava             | Vysočina            |
| Ořechov (Zlín)                    | Uherské Hradiště    | Zlín                |
| Ořechov (Žďár nad Sázavou)        | Žďár nad Sázavou    | Vysočina            |
| Osečany                           | Příbram             | Boemia centrale     |
| Oseček                            | Nymburk             | Boemia centrale     |
| Osečná                            | Liberec             | Liberec             |
| Osečnice                          | Rychnov nad Kněžnou | Hradec Králové      |
| Osek (Boemia centrale)            | Beroun              | Boemia centrale     |
| Osek (Hradec Králové)             | Jičín               | Hradec Králové      |
| Osek (Písek)                      | Písek               | Boemia meridionale  |
| Osek (Plzeň)                      | Rokycany            | Plzeň               |
| Osek (Strakonice)                 | Strakonice          | Boemia meridionale  |
| Osek (Ústí nad Labem)             | Teplice             | Ústí nad Labem      |
| Osek nad Bečvou                   | Přerov              | Olomouc             |
| Oselce                            | Plzeň-jih           | Plzeň               |
| Osice                             | Hradec Králové      | Hradec Králové      |
| Osíčko                            | Kroměříž            | Zlín                |
| Osičky                            | Hradec Králové      | Hradec Králové      |
| Osík                              | Svitavy             | Pardubice           |
| Osiky                             | Brno-venkov         | Moravia meridionale |
| Oskava                            | Šumperk             | Olomouc             |
| Oskořínek                         | Nymburk             | Boemia centrale     |
| Oslavany                          | Brno-venkov         | Moravia meridionale |
| Oslavice                          | Žďár nad Sázavou    | Vysočina            |
| Oslavička                         | Žďár nad Sázavou    | Vysočina            |
| Oslnovice                         | Znojmo              | Moravia meridionale |
| Oslov                             | Písek               | Boemia meridionale  |
| Osoblaha                          | Bruntál             | Moravia-Slesia      |
| Osov                              | Beroun              | Boemia centrale     |
| Osová Bítýška                     | Žďár nad Sázavou    | Vysočina            |
| Osové                             | Žďár nad Sázavou    | Vysočina            |
| Ostašov                           | Třebíč              | Vysočina            |
| Ostopovice                        | Brno-venkov         | Moravia meridionale |
| Ostrá                             | Nymburk             | Boemia centrale     |
| Ostrata                           | Zlín                | Zlín                |
| Ostrava                           | Ostrava-město       | Moravia-Slesia      |
| Ostravice                         | Frýdek-Místek       | Moravia-Slesia      |
| Ostrolovský Újezd                 | České Budějovice    | Boemia meridionale  |
| Ostroměř                          | Jičín               | Hradec Králové      |
| Ostrov (Benešov)                  | Benešov             | Boemia centrale     |
| Ostrov (Chrudim)                  | Chrudim             | Pardubice           |
| Ostrov (Vysočina)                 | Havlíčkův Brod      | Vysočina            |
| Ostrov (Karlovy Vary)             | Karlovy Vary        | Karlovy Vary        |
| Ostrov (Příbram)                  | Příbram             | Boemia centrale     |
| Ostrov (Ústí nad Orlicí)          | Ústí nad Orlicí     | Pardubice           |
| Ostrov nad Oslavou                | Žďár nad Sázavou    | Vysočina            |
| Ostrov u Bezdružic                | Plzeň-sever         | Plzeň               |
| Ostrov u Macochy                  | Blansko             | Moravia meridionale |
| Ostrovačice                       | Brno-venkov         | Moravia meridionale |
| Ostrovánky                        | Hodonín             | Moravia meridionale |
| Ostrovec                          | Písek               | Boemia meridionale  |
| Ostrovec-Lhotka                   | Rokycany            | Plzeň               |
| Ostrožská Lhota                   | Uherské Hradiště    | Zlín                |
| Ostrožská Nová Ves                | Uherské Hradiště    | Zlín                |
| Ostružná                          | Jeseník             | Olomouc             |
| Ostružno                          | Jičín               | Hradec Králové      |
| Ostředek                          | Benešov             | Boemia centrale     |
| Ostřešany                         | Pardubice           | Pardubice           |
| Ostřetice                         | Klatovy             | Plzeň               |
| Ostřetín                          | Pardubice           | Pardubice           |
| Osvětimany                        | Uherské Hradiště    | Zlín                |
| Osvračín                          | Domažlice           | Plzeň               |
| Ošelín                            | Tachov              | Plzeň               |
| Otaslavice                        | Prostějov           | Olomouc             |
| Otěšice                           | Plzeň-jih           | Plzeň               |
| Otice                             | Opava               | Moravia-Slesia      |
| Otín (Jihlava)                    | Jihlava             | Vysočina            |
| Otín (Žďár nad Sázavou)           | Žďár nad Sázavou    | Vysočina            |
| Otinoves                          | Prostějov           | Olomouc             |
| Otmarov                           | Brno-venkov         | Moravia meridionale |
| Otmíče                            | Beroun              | Boemia centrale     |
| Otnice                            | Vyškov              | Moravia meridionale |
| Otov                              | Domažlice           | Plzeň               |
| Otovice (Karlovy Vary)            | Karlovy Vary        | Karlovy Vary        |
| Otovice (Hradec Králové)          | Náchod              | Hradec Králové      |
| Otradov                           | Chrudim             | Pardubice           |
| Otročín                           | Karlovy Vary        | Karlovy Vary        |
| Otročiněves                       | Beroun              | Boemia centrale     |
| Otrokovice                        | Zlín                | Zlín                |
| Otvice                            | Chomutov            | Ústí nad Labem      |
| Otvovice                          | Kladno              | Boemia centrale     |
| Ouběnice                          | Příbram             | Boemia centrale     |
| Oucmanice                         | Ústí nad Orlicí     | Pardubice           |
| Oudoleň                           | Havlíčkův Brod      | Vysočina            |
| Ovčáry (Kolín)                    | Kolín               | Boemia centrale     |
| Ovčáry (Mělník)                   | Mělník              | Boemia centrale     |
| Ovesná Lhota                      | Havlíčkův Brod      | Vysočina            |
| Ovesné Kladruby                   | Cheb                | Karlovy Vary        |
| Oznice                            | Vsetín              | Zlín                |